# Ron Browz
Rondell Turner (más conocido por su sobrenombre de Ron Browz) es un rapero estadounidense, posee su compañía discográfica conocida como Ether Boy Records. Browz es más conocido por su excesivo uso del Auto-Tune que le da a su voz un efecto robótico. Ether Boy records es promocionada por Universal Motown Records Group.

## Biografía
Nacido en Harlem, Nueva York Ron Browz llegó a un estudio gracias a su compañero Big L. Inmediatamente Ron Browz demostró capacidad para producir canciones y produjo el sencillo de Nas Ether que va dirigida a Nas. Desde entonces produce canciones para muchos artistas tales como Ludacris y DMX. Su primer álbum que es de compilación conocido como Ron Browz Presents The Wonder Years. Actualmente trabaja en su primer álbum de estudio conocido como Ether Boy (por su label y su sobrenombre). Los sencillos son "Pop Champagne feat. Jim jones & Juelz Santana", "Simple" y "20 dollaz". Otros sencillos que entraran serán "Jumping Out the Window" y "Arab Money".

## Ether Boy Records
Ron Browz posee su propia compañía discográfica conocida como Ether Boy Récords que es distribuida por Universal Motown se espera que se dé a conocer después de su primer álbum.

## Discografía
Albums.
- Ron Browz presenta the wonder years (2008).
- Ether Boy(finales del 2009)

## Productor
Ron Browz es un famoso productor, estos sencillos fueron producidos por él:
- 2000: "Ebonics" (Big L)
- 2003: "Blow It Out" (Ludacris)
- 2005: "I'll Whip Ya Head Boy" (50 Cent featuring Young Buck)
- 2006: "Help" (Lloyd Banks featuring Keri Hilson)
- 2008: "The Good Stuff" (Jim Jones featuring NOE)
- 2008: "Pop Champagne" (Jim Jones and Ron Browz featuring Juelz Santana)
- 2008: "Arab Money" (Busta Rhymes featuring Ron Browz)
- 2008: "Jumping (Out the Window)" (Ron Browz)
- 2009: "Rotate" (C-N-N featuring Busta Rhymes & Ron Browz)

También ha producido canciones de raperos como Jim Jones, Busta Rhymes, Juelz Santana, Fat Joe, Keri Hilson, Lloyd Banks y de grupos como Miscellaneous, G-Unit y N.O.R.E entre otros.